# Dromiciops gliroides
O monito-do-monte (Dromiciops gliroides) é uma espécie de marsupial da família Microbiotheriidae endêmica da América do Sul. É a única espécie descrita para o gênero Dromiciops, e a única representante existente da ordem Microbiotheria. Conhecido popularmente como colocolo.
É assim considerado um fóssil vivente, uma vez que os outros membros da sua ordem se extinguiram entre o Oligoceno e o Mioceno, apesar de terem sido muito abundantes na fauna do Miocénico da América do Sul. Apesar de serem encontrados neste subcontinente, o colocolo tem mais parecenças com os marsupiais da Austrália. Ignora-se se os ancestrais do colocolo foram da Austrália à América através da Antártida, ou se já se encontravan aí localizados desde que ambos os continentes estavam unidos formando Gondwana.
O colocolo é um animal de pequeno porte, medindo apenas 13 cm de comprimento para cerca de 30 g de peso. Têm uma pelagem acastanhada e lustrosa, orelhas arredondadas e uma mancha preta em torno dos olhos. É um animal carnívoro que se alimenta de insectos, minhocas.

## Distribuição e habitat
O colocolo vive exclusivamente em florestas do Chile e Argentina, preferindo áreas húmidas de vegetação densa nas quais o colocolo é relativamente comum, apesar de ameaçado pela desflorestação. Pode encontrar-se especificamente nos bosques húmidos do sul do Chile, entre os 36 e 43 graus de latitude, na Ilha Grande de Chiloé, na Cordilheira da Costa, no vale central, e na Cordilheira dos Andes. Habita também em algumas regiões da Argentina.
O colocolo é considerado por algumas culturas nativas do Chile como um sinal de extremo mau agouro e por outras como de muito bom agouro.